# Zaza Gogawa
Zaza Gogawa, gruz. ზაზა გოგავა (ur. 14 lipca 1971) – gruziński generał, szef połączonych sztabów Gruzińskich Sił Zbrojnych od listopada 2006 do listopada 2008.
Absolwent Państwowej Politechniki w Tbilisi z 1994. W 1995 rozpoczął karierę w grupie do zadań specjalnych "Omega". Następnie służył w różnych jednostkach antyterrorystycznych i oddziałach sił specjalnych oraz odbywał szkolenia w Stanach Zjednoczonych w latach 1995]–2002. W 2003 został dowódcą Wydziału Antyterrorystycznego w Centrum Operacji Specjalnych oraz elitarnego Wydziału do Zadań Specjalnych Policji w 2004. W 2004 został mianowany Dowódcą Brygady Sił Specjalnych Ministerstwa Obrony Gruzji a w 2006 Zastępcą Szefa Sztabu Generalnego Sił Zbrojnych Gruzji. W listopadzie 2006 został mianowany szefem połączonych sztabów Gruzińskich Sił Zbrojnych. 4 listopada 2008 został zdymisjonowany. Zastąpił go płk. Wladimer Czaczibaia.